# 1977 (singolo Ana Tijoux)
1977 è un singolo della cantante franco-cilena Ana Tijoux, pubblicato il 10 luglio 2010 come primo estratto dall'album omonimo.
Il 14 gennaio 2014 il brano è stato pubblicato in Italia e ha avuto un discreto successo.

## Promozione
È apparso nel quinto episodio della quarta stagione della serie televisiva Breaking Bad e nei videogiochi FIFA 11 e FIFA 23.

## Classifiche
| Classifica (2014) | Posizione massima |
| ----------------- | ----------------- |
| Italia            | 12                |